# باشگاه فوتبال استقلال تهران در فصل ۹۷–۱۳۹۶
باشگاه فوتبال استقلال تهران در فصل ۹۷–۱۳۹۶ هفتاد و دومین سال فعالیت باشگاه فوتبال استقلال تهران در مسابقات فوتبال ایران و هفدهمین حضور متوالی این تیم در لیگ برتر فوتبال ایران بود.  آن‌ها در این فصل در هفدهمین دورهٔ لیگ برتر فوتبال ایران شرکت کردند. هم‌چنین در سی‌ویکمین دورهٔ جام حذفی فوتبال ایران نیز حاضر شدند. استقلال تهران با نایب‌قهرمانی در فصل پیشین رقابت‌های لیگ برتر، در این فصل از رقابت‌ها در سی و هفتمین دورهٔ مسابقات باشگاهی آسیا که لیگ قهرمانان آسیا ۲۰۱۸ نام دارد نیز شرکت کرد.
در ابتدای این فصل، علیرضا منصوریان مانند فصل گذشته هدایت این تیم را بر عهده داشت. اما پس از کسب نتایج ضعیف با این تیم، در پایان هفتهٔ هفتم لیگ برتر از سمت خود استعفا داد و وینفرید شفر سرمربی آلمانی جانشین وی شد. پیش از منصوب شدن شفر به عنوان سرمربی تیم استقلال، میک مک‌درموت به صورت موقت (تنها ۱ بازی) بر روی نیمکت استقلال نشست.  استقلال تحت هدایت شفر توانست در لیگ به مقام سوم برسد و در جام حذفی قهرمان شود. هم‌چنین آن‌ها به یک چهارم نهایی لیگ قهرمانان آسیا راه یافتند.

## مرور فصل

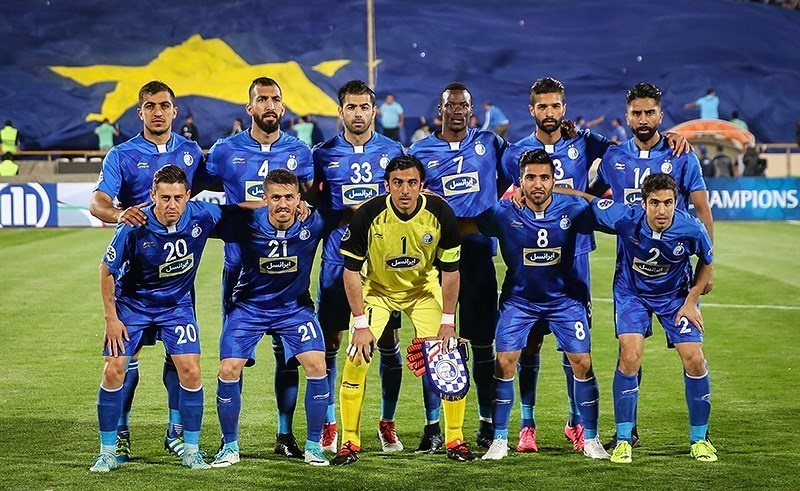
ترکیب آغازین استقلال در بازی برگشت مرحله یک هشتم نهایی لیگ قهرمانان آسیا در برابر ذوب آهن

به مانند فصل قبل، استقلال بازی‌های لیگ را خوب شروع نکرد؛ به‌طوری‌که اولین پیروزی و اولین گل این تیم در هفتهٔ سوم به دست آمد و این تیم تا هفتهٔ هفتم تنها دو بار موفق به گشودن دروازهٔ حریف شده بود. به دنبال این نتایج ضعیف و نمایش‌های ناامیدکننده‌ای که تیم ارائه می‌داد، علیرضا منصوریان پس از کش و قوس‌های فراوان در کنفرانس خبری بعد از بازی با ذوب‌آهن در هفتهٔ هفتم، از سمت خود استعفا داد. میک مک‌درموت به عنوان مربی موقت یک هفته در این تیم بود و توانست با دو گل تیم سپیدرود رشت را در خانه خود شکست دهد. در این حین مسئولان باشگاه استقلال در حال مذاکره با چند مربی خارجی از جمله فاتح تریم ترکیه‌ای بودند اما در نهایت وینفرد شفر آلمانی به عنوان سرمربی این تیم انتخاب شد و برای اولین بار بعد از لیگ دوم (بعد از پانزده سال)، یک مربی خارجی سرمربی‌گری استقلال را بر عهده گرفت و بر روی نیمکت این تیم نشست. شفر باتجربهٔ بالا و با سابقهٔ مربیگری در بوندس‌لیگای آلمان به ایران آمد. از زمان حضور شفر در استقلال، تغییرات چشمگیری در نحوهٔ بازی و نتایج این تیم به وجود آمد. این مربی اولین بازی خودرا در برابر فولاد خوزستان و در تساوی بدون گل انجام داد. سپس نوبت به شهر آورد بزرگ تهران رسید که این بازی را با تک گل علیپور به حریف سنتی اش واگذار کرد. نفت تهران، تیمی بود که شفر آلمانی اولین بردش را مقابل آن کسب کرد و به رکورد شکست ناپذیری حمید درخشان -مربی وقت نفت- مقابل استقلال پایان داد. این تیم تا بازی پایانی نیم فصل اول بازی هارا یکی در میان با برد و مساوی تمام می‌کرد تا اینکه قرعه استقلال به سپاهان بحرانی افتاد و در یک بازی با دبل هافبکش جپاروف و تک گل علی قربانی -که تا آن موقع گلی نزده بود- بازی را برد. پس از این بازی موتور بردهای سه و چهار گله استقلال راه افتاد. محرومیت جپاروف در جریان بازی با استقلال خوزستان موجب شد بردهای پرگل جایش را به تساوی‌های پرتعداد بدهد و تیم دو پله تنزل داشته باشد. مشکلات مالی این تیم در نیم فصل دوم خودش را نشان داد و تیم از جذب بسیاری از بازیکنان مدنظر شفر بازماند تا اینکه در نهایت و بعد از پایان مهلت نقل و انتقالات نیم فصل دوم دو بازیکن خارجی جذب تیم شدند.
پس از اتمام محرومیت جپاروف استقلال باید به مصاف پارس جنوبی جم که روی دور نبردن افتاده بود ولی کماکان از شانس‌های سهمیه آسیایی بود رفت که با چهار گل دوباره روی به بردهای پرگل آورد. آن‌ها در ادامه به مصاف مربی سابقشان قلعه نویی که حالا روی نیمکت ذوب آهن نشسته بود، رفتند. آن‌ها در نیمه اول با تک گل وریا غفوری از حریف خود پیش افتادند ولی در نهایت بازی را واگذار کردند تا دومین باخت این مربی رقم بخورد. پس از این شکست آن‌ها به مصاف سپیدرود بحرانی علی کریمی رفتند و بازی را با سه گل بردند ولی در طول این مدت جایگاه باشگاه در جدول هیچ تغییری نکرد. بعد از این بازی رقابت‌های لیگ قهرمانان آسیا شروع شد و استقلال در هفته اول در مصاف با الریان قطر موفق شد این تیم را با تساوی ۲–۲ متوقف کند. سپس در حساس‌ترین بازی هفته دوم لیگ قهرمانان الهلال را با نتیجه ۱–۰ شکست داد و صدرنشین گروه مرگ شد. پس از ۲ بازی آسیایی در اهواز با پیروزی چهار بر یک مقابل فولاد به رتبه سوم رسید و با روحیه‌ای بالا به مصاف تیم پرسپولیس رفت و با تک گل وریا غفوری پرسپولیس را شکست داد و انتقام شکست دور رفت را گرفت. در جام حذفی نیز استقلال توانست با پیروزی برابر صنعت نفت آبادان به فینال برسد. تیم خونه‌به‌خونهٔ بابل با شکست استقلال خوزستان، حریف استقلال تهران در دیدار نهایی شد. بازی فینال روز ۱۳ اردیبهشت ۱۳۹۷ در خرمشهر برگزار شد و استقلال با تک‌گل تیام توانست در جام حذفی قهرمان شود. این بازی پیش از شروع و در حین برگزاری حواشی‌ای نیز داشت. پیش از مسابقه مدیرعامل تیم خونه‌به‌خونه اعلام کرد در این بازی شرکت نمی‌کند در حالی که تمرینات و ریکاوری تیم به صورت کامل برگزار شده بود. همچنین در حین برگزاری مسابقه به علت پرتاب سنگ به سوی هواداران استقلال، یکی از طرفداران این تیم از ناحیه چشم دچار مصدومیت شد و بینایی یک چشمش را از دست داد.
در لیگ و بعد از بازی با ذوب‌آهن، استقلال به جز یک بازی که با گسترش فولاد مساوی کرد، همهٔ بازی‌های خود را با پیروزی پشت سر گذاشت و با یک امتیاز کمتر از تیم دوم یعنی ذوب‌آهن، در ردهٔ سوم قرار گرفت. در لیگ قهرمانان آسیا نیز استقلال با پیروزی مقابل الریان و الهلال در دور برگشت، صدرنشین گروه مرگ این رقابت‌ها شد و به دور بعدی صعود کرد. در مرحلهٔ یک‌هشتم استقلال مقابل یک تیم ایرانی دیگر یعنی ذوب‌آهن قرار گرفت. در بازی رفت، استقلال در اصفهان با پنالتی در دقایق تلف شدهٔ بازی ۱ بر ۰ مغلوب ذوب آهن شد، اما در بازی برگشت موفق شد با هتریک تیام ذوب آهن را ۳-۱ شکست دهد و به مرحلهٔ یک چهارم صعود کند.

## باشگاه
| سرمربی           | وینفرد شفر       |
| سرپرست           | نصرالله عبداللهی |
| مدیر فنی         | بهتاش فریبا      |
| مربی             | ساشا شفر         |
| مربی             | میگوئل کولی      |
| مربی             | صالح مصطفوی      |
| مربی دروازه‌بان‌ها | اشکان نامداری    |
| مربی بدنساز      | جیری ساناک       |
| آنالیزور         | کیانوش فروزش     |
| مدیر تدارکات     | مدد جباری        |

| مالک       | وزارت ورزش و جوانان ایران                                     |
| مدیر       | رضا افتخاری                                                   |
| هیئت مدیره | محمدحسین قریب حسن زمانی جواد قراب رضا افتخاری اکبر عباسی ملکی |

## بازیکنان

### تیم اصلی
بازیکنانی که نامشان خط خورده، در میانهٔ فصل از استقلال جدا شده‌اند.
| ش.          | نام                  | م.                        | پست          | تاریخ تولد (سن)          | شروع قرارداد | پایان قرارداد | از تیم               | یادداشت     |
| دروازه‌بان‌ها | دروازه‌بان‌ها          | دروازه‌بان‌ها               | دروازه‌بان‌ها  | دروازه‌بان‌ها              | دروازه‌بان‌ها  | دروازه‌بان‌ها   | دروازه‌بان‌ها          | دروازه‌بان‌ها |
| ----------- | -------------------- | ------------------------- | ------------ | ------------------------ | ------------ | ------------- | -------------------- | ----------- |
| ۱           | سید مهدی رحمتی       | ایران                     | GK           | ۲ فوریه ۱۹۸۳ (۳۴ سال)    | ۱۳۹۴         | ۱۳۹۸          | پیکان تهران          | کاپیتان     |
| ۱۹          | ارشیا بابازاده       | ایران                     | GK           | ۵ نوامبر ۱۹۹۵ (۲۲ سال)   | ۱۳۹۵         | ۱۴۰۱          | De Anza Force        |             |
| ۲۲          | حسین حسینی           | ایران                     | GK           | ۳۰ ژوئن ۱۹۹۲ (۲۵ سال)    | ۱۳۹۱         | ۱۳۹۸          | برق شیراز            |             |
| مدافعان     |                      |                           |              |                          |              |               |                      |             |
| ۲           | خسرو حیدری           | ایران                     | RB / RM / RW | ۱۴ سپتامبر ۱۹۸۳ (۳۴ سال) | ۱۳۹۰         | ۱۳۹۸          | سپاهان اصفهان        | کاپیتان دوم |
| ۵           | مجید حسینی           | ایران                     | CB / RB / DM | ۲۰ ژوئن ۱۹۹۶ (۲۱ سال)    | ۱۳۹۳         | ۱۳۹۷          | تیم جوانان استقلال   |             |
| ۱۳          | آرمین سهرابیان       | ایران                     | LB / CB      | ۲۶ ژوئیه ۱۹۹۵ (۲۲ سال)   | ۱۳۹۶         | ۱۳۹۸          | سپاهان اصفهان        |             |
| ۱۷          | یعقوب کریمی          | ایران                     | LB / LM      | ۳۱ اوت ۱۹۹۱ (۲۶ سال)     | ۱۳۹۳         | ۱۳۹۷          | سپاهان اصفهان        |             |
| ۱۸          | میلاد زکی‌پور         | ایران                     | LB / LM      | ۲۳ نوامبر ۱۹۹۵ (۲۲ سال)  | ۱۳۹۵         | ۱۴۰۰          | نفت طلائیه           |             |
| ۲۱          | وریا غفوری           | ایران                     | RB / RM      | ۲۰ سپتامبر ۱۹۸۷ (۳۰ سال) | ۱۳۹۵         | ۱۳۹۷          | سپاهان اصفهان        |             |
| ۳۰          | عظیم گوک             | ایران                     | CB           | ۲۵ ژانویه ۱۹۹۶ (۲۱ سال)  | ۱۳۹۵         | ۱۳۹۸          | تیم جوانان استقلال   |             |
| ۳۳          | پژمان منتظری         | ایران                     | CB / RB      | ۷ نوامبر ۱۹۸۳ (۳۴ سال)   | ۱۳۹۶         | ۱۳۹۸          | الاهلی قطر           |             |
| ۹۰          | لئاندرو پادوانی سلین | برزیل                     | CB           | ۲۱ دسامبر ۱۹۸۳ (۳۴ سال)  | ۱۳۹۵         | ۱۳۹۷          | سپاهان اصفهان        |             |
| هافبک‌ها     |                      |                           |              |                          |              |               |                      |             |
| ۴           | روزبه چشمی           | ایران                     | DM / CB / CM | ۲۴ ژوئیه ۱۹۹۳ (۲۴ سال)   | ۱۳۹۴         | ۱۳۹۸          | صبای قم              |             |
| ۶           | امید ابراهیمی        | ایران                     | DM / CM      | ۱۵ سپتامبر ۱۹۸۷ (۳۰ سال) | ۱۳۹۳         | ۱۳۹۷          | ایران                |             |
| ۸           | مجتبی جباری          | ایران                     | AM           | ۱۶ ژوئن ۱۹۸۳ (۳۴ سال)    | ۱۳۹۶         | الاهلی قطر    |                      |             |
| ۱۴          | فرشید باقری          | ایران                     | DM / CB / CM | ۵ ژوئن ۱۹۹۲ (۲۵ سال)     | ۱۳۹۵         | ۱۳۹۷          | صبای قم              |             |
| ۱۶          | مهدی قایدی           | ایران                     | LW / RW      | ۵ دسامبر ۱۹۹۸ (۱۹ سال)   | ۱۳۹۶         | ۱۴۰۰          | ایرن جوان بوشهر      |             |
| ۲۰          | سرور جپاروف          | ازبکستان                  | AM / CM / LM | ۳ اکتبر ۱۹۸۲ (۳۵ سال)    | ۱۳۹۶         | ۱۳۹۷          | لوکومتیو تاشکند      |             |
| ۲۳          | داریوش شجاعیان       | ایران                     | AM / LW / RW | ۷ آوریل ۱۹۹۲ (۲۵ سال)    | ۱۳۹۶         | ۱۴۰۰          | گسترش فولاد تبریز    |             |
| ۲۴          | امید نورافکن         | ایران                     | DM / CM      | ۹ آوریل ۱۹۹۷ (۲۰ سال)    | ۱۳۹۴         | ۱۳۹۸          | تیم جوانان استقلال   |             |
| ۲۸          | محسن کریمی           | ایران                     | LM           | ۲۰ سپتامبر ۱۹۹۴ (۲۳ سال) | ۱۳۹۳         | ۱۳۹۹          | تیم جوانان استقلال   |             |
| ۷۰          | محمدجواد محمدی       | ایران                     | RW / LW      | ۱۹ ژوئن ۱۹۹۶ (۲۱ سال)    | ۱۳۹۶         | ۱۴۰۱          | هف سمنان             |             |
| ۸۰          | بویان نایدنوف        | مقدونیه شمالی             | CM           | ۲۷ اوت ۱۹۹۱ (۲۶ سال)     | ۱۳۹۶         | ۱۳۹۸          | Smouha               |             |
| ۸۸          | فرشید اسماعیلی       | ایران                     | AM / CM / SS | ۲۳ فوریه ۱۹۹۴ (۲۳ سال)   | ۱۳۹۴         | ۱۳۹۹          | فجر شهید سپاسی شیراز |             |
| مهاجمان     |                      |                           |              |                          |              |               |                      |             |
| ۷           | حسن بیت‌سعید          | ایران                     | LW / CF / RW | ۱ آوریل ۱۹۹۰ (۲۷ سال)    | ۱۳۹۶         | ۱۳۹۸          | استقلال خوزستان      |             |
| ۹           | علی قربانی           | الگو:Country data IRN/ARM | CF / RW / LW | ۱۸ سپتامبر ۱۹۹۰ (۲۷ سال) | ۱۳۹۵         | ۱۳۹۷          | نفت طلائیه           |             |
| ۱۰          | سجاد شهباززاده       | ایران                     | CF / SS      | ۲۳ ژانویه ۱۹۹۰ (۲۷ سال)  | ۱۳۹۶         | ۱۳۹۷          | نفت طلائیه           |             |
| ۱۱          | جابر انصاری          | ایران                     | SS / RW      | ۱۰ ژانویه ۱۹۸۷ (۳۰ سال)  | ۱۳۹۴         | ۱۳۹۸          | گسترش فولاد تبریز    |             |
| ۲۵          | مامه بابا تیام       | سنگال                     | CF           | ۹ اکتبر ۱۹۹۲ (۲۵ سال)    | ۱۳۹۶         | ۱۳۹۷          | یوونتوس              |             |

### نقل‌وانتقالات

#### تمدید قراردادها
| ش. | پ. | م.    | نام                  | سن | طول قرارداد | تا سال | تاریخ         | منبع   |
| -- | -- | ----- | -------------------- | -- | ----------- | ------ | ------------- | ------ |
| ۴  | DM | ایران | روزبه چشمی           | ۲۳ | ۲ سال       | ۱۳۹۸   | ۲۵ خرداد ۱۳۹۶ | [ ۹ ]  |
| ۲۴ | DM | ایران | امید نورافکن         | ۲۰ | ۲ سال       | ۱۳۹۸   | ۲۶ خرداد ۱۳۹۶ | [ ۱۰ ] |
| ۱۱ | AM | ایران | جابر انصاری          | ۳۰ | ۲ سال       | ۱۳۹۸   | ۲۷ خرداد ۱۳۹۶ | [ ۱۱ ] |
| ۳۳ | CB | ایران | مجید حسینی           | ۲۰ | ۲ سال       | ۱۳۹۸   | ۲۷ خرداد ۱۳۹۶ | [ ۱۲ ] |
| ۶  | DM | ایران | امید ابراهیمی        | ۲۹ | ۱ سال       | ۱۳۹۷   | ۲۹ خرداد ۱۳۹۶ | [ ۱۳ ] |
| ۲۱ | RB | ایران | وریا غفوری           | ۲۹ | ۱ سال       | ۱۳۹۷   | ۳۰ خرداد ۱۳۹۶ | [ ۱۴ ] |
| ۹۰ | CB | برزیل | لئاندرو پادوانی سلین | ۳۳ | ۱ سال       | ۱۳۹۷   | ۱ تیر ۱۳۹۶    | [ ۱۵ ] |
| ۸  | LB | ایران | یعقوب کریمی          | ۲۵ | ۱ سال       | ۱۳۹۷   | ۳ تیر ۱۳۹۶    | [ ۱۶ ] |

#### پیوستگان
| ش. | پ. | م.            | نام                  | سن | از               | نوع                | پنجره    | پایان | منبع   |
| -- | -- | ------------- | -------------------- | -- | ---------------- | ------------------ | -------- | ----- | ------ |
| ۴  | DM | ایران         | روزبه چشمی           | ۲۳ | بازیکن آزاد      | بازگشت به لیست     | تابستانی | ۱۳۹۸  | [ ۱۷ ] |
| ۲۴ | LM | ایران         | مهدی قایدی           | ۱۸ | ایران جوان بوشهر | انتقال دائم        | تابستانی | ۱۳۹۹  | [ ۱۸ ] |
| ۲۰ | CF | ایران         | فردین نجفی           | ۱۹ | پایه‌های استقلال  |                    | تابستانی | ۱۳۹۹  | [ ۱۹ ] |
| ۱۲ | CB | ایران         | حسین حیدری           | ۱۸ | مس ویژن آسیا     | انتقال دائم        | تابستانی | ۱۴۰۱  | [ ۲۰ ] |
| ۷  | LW | ایران         | حسن بیت‌سعید          | ۲۷ | استقلال خوزستان  | انتقال دائم        | تابستانی | ۱۳۹۸  | [ ۲۱ ] |
| ۱۰ | CF | ایران         | سجاد شهباززاده       | ۲۷ | نفت تهران        | انتقال دائم        | تابستانی | ۱۳۹۸  | [ ۲۲ ] |
| ۲۳ | AM | ایران         | داریوش شجاعیان       | ۲۵ | گسترش فولاد      | انتقال دائم        | تابستانی | ۱۳۹۹  | [ ۲۳ ] |
|    | CB | ایران         | سینا خادم‌پور         | ۲۰ | نفت تهران        | انتقال دائم        | تابستانی | ۱۴۰۱  | [ ۲۴ ] |
| ۳۳ | CB | ایران         | پژمان منتظری         | ۳۳ | الاهلی قطر       | انتقال دائم        | تابستانی | ۱۳۹۸  | [ ۲۵ ] |
|    | LB | ایران         | محمدرضا هاشمی        | ۲۰ | پایه‌های استقلال  |                    | تابستانی | ۱۴۰۱  | [ ۲۶ ] |
|    | RW | ایران         | محمدجواد محمدی       | ۲۱ | هف سمنان         | انتقال دائم        | تابستانی | ۱۴۰۱  | [ ۲۷ ] |
| ۱۳ | LB | ایران         | آرمین سهرابیان       | ۲۱ | سپاهان اصفهان    | انتقال دائم        | تابستانی | ۱۳۹۸  | [ ۲۸ ] |
| ۸  | AM | ایران         | مجتبی جباری          | ۳۴ | الاهلی قطر       | انتقال دائم        | تابستانی | ۱۳۹۸  | [ ۲۹ ] |
|    | LW | ایران         | سجاد آقایی           |    | جوانان پرسپولیس  | انتقال دائم        | تابستانی | ۱۴۰۱  | [ ۳۰ ] |
|    | DM | ایران         | امیرحسین شیخ‌الاسلامی |    | ذوب‌آهن اصفهان    | انتقال دائم        | تابستانی | ۱۴۰۱  | [ ۳۱ ] |
| ۲۰ | AM | ازبکستان      | سرور جپاروف          | ۳۴ | سپاهان اصفهان    | پایان قرارداد قرضی | تابستانی | ۱۳۹۷  | [ ۳۲ ] |
| ۷۷ | RW | ایران         | بهنام برزای          | ۲۴ | بازیکن آزاد      | بازگشت پس از فسخ   | زمستانی  | ۱۳۹۹  | [ ۳۳ ] |
| ۲۸ | LM | ایران         | محسن کریمی           | ۲۳ | بازیکن آزاد      | بازگشت به لیست     | زمستانی  | ۱۳۹۹  | [ ۳۴ ] |
|    | AM | مقدونیه شمالی | بویان نایدنوف        | ۲۶ | سموحه            | انتقال دائم        | زمستانی  | ۱۳۹۸  | [ ۳۵ ] |
|    | CF | سنگال         | مامه بابا تیام       | ۲۵ | یوونتوس          | انتقال دائم        | زمستانی  | ۱۳۹۸  | [ ۳۶ ] |

#### گسستگان
| ش. | پ. | م.    | نام                   | سن | انتقال به       | نوع                | پنجره    | منبع          |
| -- | -- | ----- | --------------------- | -- | --------------- | ------------------ | -------- | ------------- |
| ۵  | CB | ایران | محمدحسین کنعانی‌زادگان | ۲۳ | سایپا تهران     | فسخ قرارداد        | تابستانی | [ ۳۷ ] [ ۳۸ ] |
| ۳۱ | CB | ایران | علیرضا سیار           | ۲۳ |                 | فسخ قرارداد        | تابستانی | [ ۳۹ ]        |
| ۱۳ | RM | ایران | میعاد یزدانی          | ۲۴ | سپیدرود رشت     | انتقال دائم        | تابستانی | [ ۴۰ ]        |
| ۹  | CF | ایران | کاوه رضایی            | ۲۵ | رویال شارلوا    | پایان قرارداد      | تابستانی | [ ۴۱ ]        |
| ۷۷ | RW | ایران | بهنام برزای           | ۲۴ | بدون باشگاه     | پایان قرارداد      | تابستانی | [ ۴۲ ]        |
| ۷۴ | LM | ایران | مجتبی حق‌دوست          | ۲۱ | نفت تهران       | پایان قرارداد قرضی | تابستانی | [ ۴۳ ]        |
| ۷  | LW | ایران | حسن بیت‌سعید           | ۲۷ | فولاد خوزستان   | فسخ قرارداد        | زمستانی  | [ ۴۴ ]        |
| ۱۷ | LB | ایران | یعقوب کریمی           | ۲۶ | استقلال خوزستان | فسخ قرارداد        | زمستانی  | [ ۴۵ ]        |
| ۱۰ | CF | ایران | سجاد شهباززاده        | ۲۷ | القطر           | فسخ قرارداد        | زمستانی  | [ ۴۶ ]        |

## پیش‌فصل و دوستانه
| ۱۰ تیر ۱۳۹۶ دوستانه ۱ | استقلال تهران      | ۱ – ۰ | نساجی مازندران | تهران                       |
| ۱۸:۳۰                 | بیت‌سعید ۷' · حسینی | گزارش | ؟              | ورزشگاه: زمین شماره ۲ آزادی |

| ۱۹ تیر ۱۳۹۶ دوستانه ۲ | استقلال تهران                          | ۲ – ۰ | پارس جنوبی جم | ایروان، ارمنستان |
| ۱۸:۳۰                 | حسینی '۳۵ · شهباززاده ۶۸' · قربانی ۸۳' | گزارش |               |                  |

| ۲۴ تیر ۱۳۹۶ دوستانه ۳ | آرارات ایروان | ۱ – ۲ | استقلال تهران   | ایروان، ارمنستان                             |
| ۱۸:۳۰                 | ۸۸'           | گزارش | قربانی ۲۰'، ۴۲' | ورزشگاه: آکادمی فوتبال ایروان تماشاگران: ۲۰۰ |

| ۳۱ تیر ۱۳۹۶ دوستانه ۵ | استقلال تهران                     | ۱ – ۱ | بادران تهران | تهران                       |
| ۱۸:۰۰                 | نورافکن '۴۳ · انصاری ۵۷' · قربانی | گزارش | واسعی ۴۳'    | ورزشگاه: زمین شماره ۲ آزادی |

| ۲۲ آبان ۱۳۹۶ دوستانه ۵ | منتخب کیش                   | ۱ – ۱ | استقلال تهران             | کیش                 |
| ۱۷:۰۰                  | مهدی مناری‌زاده ۷۸' (پنالتی) |       | شهباززاده '۲۵ · گوک ۲+۹۰' | ورزشگاه: المپیک کیش |

## بازی‌ها

### لیگ برتر
| روز هفته | میزبان | نتیجه | مهمان | مکان |

| ۵ مرداد ۱۳۹۶ ۱ | صنعت نفت آبادان                | ۱ – ۰ | استقلال تهران | آبادان                                                      |
| ۲۱:۰۰          | جاسم ۱۸' (پنالتی) · شادکام '۴۱ | گزارش |               | ورزشگاه: تختی آبادان تماشاگران: ۱۰٬۰۰۰ داور: موعود بنیادی‌فر |

| ۱۳ مرداد ۱۳۹۶ ۲ | استقلال تهران                | ۰ – ۰ | استقلال خوزستان               | تهران                                                   |
| ۲۱:۰۰           | زکی‌پور '۱+۹۰ شهباززاده '۳+۹۰ | گزارش | بهرامی '۱۹ علایی '۸۴ دلفی '۸۶ | ورزشگاه: آزادی تهران تماشاگران: ۲۶٬۰۰۰ داور: وحید کاظمی |

| ۲۰ مرداد ۱۳۹۶ ۳ | استقلال تهران            | ۱ – ۰ | تراکتورسازی تبریز | تهران                                                   |
| ۲۰:۴۵           | جپاروف ۴۲' · شجاعیان '۶۱ | گزارش | طاهران '۴۱        | ورزشگاه: آزادی تهران تماشاگران: ۶۱٬۰۰۰ داور: بیژن حیدری |

| ۲۶ مرداد ۱۳۹۶ ۴ | سایپا تهران  | ۱ – ۰ | استقلال تهران | تهران                                                        |
| ۲۰:۴۵           | عباس‌زاده ۵۸' | گزارش |               | ورزشگاه: تختی تهران تماشاگران: ۲۷٬۰۰۰ داور: محمدحسین زاهدی‌فر |

| ۳۱ مرداد ۱۳۹۶ ۵ | استقلال تهران | ۰ – ۲ | پدیده مشهد                 | تهران                                                     |
| ۱۸:۰۰           | بیت‌سعید '۴۴   | گزارش | قاضی ۱۵'، '۱۷ · مهربان ۷۳' | ورزشگاه: آزادی تهران تماشاگران: ۱۸٬۰۰۰ داور: علیرضا فغانی |

| ۲۴ شهریور ۱۳۹۶ ۶ | پارس جنوبی جم             | ۲ – ۰ | استقلال تهران | جم                                                     |
| ۲۰:۰۰            | دشتی ۳۸' · سالاروند ۸+۹۰' | گزارش |               | ورزشگاه: تختی جم تماشاگران: ۱۰٬۰۰۰ داور: اشکان خورشیدی |

| ۲۹ شهریور ۱۳۹۶ ۷ | استقلال تهران                     | ۱ – ۱ | ذوب‌آهن اصفهان                           | تهران                                                   |
| ۲۰:۰۰            | چشمی ۱۲' · پادوانی '۹۰ · چشمی '۹۳ | گزارش | نژادمهدی '۶۳ · نژادمهدی ۷۷' · حسینی '۹۰ | ورزشگاه: آزادی تهران تماشاگران: ۲۲٬۰۰۰ داور: پیام حیدری |

| ۴ مهر ۱۳۹۶ ۸ | سپیدرود رشت                | ۱ – ۲ | استقلال تهران                                    | رشت                                            |
| ۱۶:۱۵        | ابراهیمی '۲۷، ۸۶' (پنالتی) | گزارش | انصاری ۵۳' · حسینی '۵۴ · شجاعیان ۶۸' · حیدری '۸۴ | ورزشگاه: سردار جنگل رشت داور: محمدحسین زاهدی‌فر |

| ۲۱ مهر ۱۳۹۶ ۹ | استقلال تهران | ۰ – ۰ | فولاد خوزستان | تهران                                                  |
| ۱۷:۰۰         | چشمی '۵+۹۰    | گزارش | لک '۴۵        | ورزشگاه: آزادی تهران تماشاگران: ۳۰٬۰۰۰ داور: حسین زرگر |

| ۴ آبان ۱۳۹۶ ۱۰ (دربی ۸۶) | پرسپولیس تهران                                                   | ۱ – ۰ | استقلال تهران                                                                     | تهران                                                       |
| ۱۶:۴۰                    | علی‌پور ۲۳' (پنالتی) · ربیع‌خواه '۳۴ · کامیابی‌نیا '۷۸ · ماهینی '۸۷ | گزارش | '۲۱ چشمی '۵۰ باقری '۵۷ ابراهیمی '۸۷ غفوری '۸۹ زکی‌پور '۹۰+۶ اسماعیلی '۹۰+۶ شجاعیان | ورزشگاه: آزادی تهران تماشاگران: ۸۵٬۰۰۰ نفر داور: بیژن حیدری |

| ۹ آبان ۱۳۹۶ ۱۱ | استقلال تهران                                     | ۲ – ۰ | نفت تهران     | تهران                                 |
| ۱۷:۴۵          | محمدی‌زاده ۵۶' (گل‌به‌خودی) · باقری '۶۲ · انصاری ۶۵' | گزارش | محمدی‌زاده '۳۲ | ورزشگاه: آزادی تهران داور: وحید کاظمی |

| ۲۹ آبان ۱۳۹۶ ۱۲ | سیاه‌جامگان مشهد                                | ۰ – ۰ | استقلال تهران                     | مشهد                                 |
| ۱۴:۴۵           | امرایی '۷۶ بادامکی '۷۷ سیف‌اللهی '۸۲ ملکیان '۸۲ | گزارش | اسماعیلی '۱۸ چپاروف '۴۹ قایدی '۸۴ | ورزشگاه: ثامن مشهد داور: مهدی سیدعلی |

| ۴ آذر ۱۳۹۶ ۱۳                                        | استقلال تهران     | ۲ – ۰ | گسترش فولاد تبریز | تهران                                |
| ۱۷:۳۰                                                | اسماعیلی ۶۲'، ۸۵' | گزارش |                   | ورزشگاه: آزادی تهران داور: علی صفایی |
| یادداشت: تیم استقلال تهران از حضور تماشاگر محروم بود |                   |       |                   |                                      |

| ۹ آذر ۱۳۹۶ ۱۴ | پیکان تهران                                          | ۰ – ۰ | استقلال تهران | شهر قدس                                 |
| ۱۵:۰۰         | صادقی '۱۸ · ابراهیمی '۷۷ '۷۹ · دافه '۷۸ · بارانی '۹۰ | گزارش |               | ورزشگاه: شهدای شهر قدس داور: پیام حیدری |

| ۱۵ آذر ۱۳۹۶ ۱۵ | استقلال تهران               | ۳ – ۰ | سپاهان اصفهان      | تهران                                   |
| ۱۷:۳۰          | قربانی ۴' · جپاروف ۳۶'، ۴۷' | گزارش | آقایی '۸ کریمی '۲۲ | ورزشگاه: آزادی تهران داور: علیرضا فغانی |

| ۳ دی ۱۳۹۶ ۱۶ | استقلال تهران                                  | ۴ – ۰ | صنعت نفت آبادان      | تهران                                                  |
| ۱۶:۲۰        | کریمی ۱۵'، ۴۱'، ۶۶' · شجاعیان ۵۵' · زکی‌پور '۶۳ | گزارش | باتیستا '۲۷ سزار '۵۷ | ورزشگاه: آزادی تهران تماشاگران: ۱۵٬۰۰۰ داور: حسین زرگر |

| ۷ دی ۱۳۹۶ ۱۷ | استقلال خوزستان       | ۰ – ۳ | استقلال تهران                                                                           | اهواز                                 |
| ۱۵:۰۰        | نامداری '۲۹ بهمنی '۶۱ | گزارش | غفوری ۷' · چشمی '۱۵، ۷۴' · کریمی '۴۰ · بحرانی ۴۷' (گل‌به‌خودی) · جپاروف '۶۱ · نورافکن '۸۳ | ورزشگاه: غدیر اهواز داور: مهدی سیدعلی |

| ۱۵ دی ۱۳۹۶ ۱۸ | تراکتورسازی تبریز | ۰ – ۰ | استقلال تهران | تبریز                                                        |
| ۱۴:۳۰         |                   | گزارش |               | ورزشگاه: یادگار امام تبریز تماشاگران: ۳۸٬۰۰۰ داور: حسین زرگر |

| ۲۲ دی ۱۳۹۶ ۱۹ | استقلال تهران                         | ۱ – ۱ | سایپا تهران                                           | تهران                                                       |
| ۱۶:۳۵         | شجاعیان ۲۳' · باقری '۵۱ · نورافکن '۷۲ | گزارش | قلی‌زاده '۲۸ · خالدی '۳۳ · اسدی ۸۵' · شاه‌علیدوست '۵+۹۰ | ورزشگاه: آزادی تهران تماشاگران: ۳۳٬۰۰۰ داور: موعود بنیادی‌فر |

| ۲۹ دی ۱۳۹۶ ۲۰ | پدیده مشهد | ۰ – ۰ | استقلال تهران                  | مشهد                                   |
| ۱۵:۰۰         |            | گزارش | حسینی '۷۴ برزای '۸۳ قربانی '۸۹ | ورزشگاه: ثامن مشهد داور: اشکان خورشیدی |

| ۵ بهمن ۱۳۹۶ ۲۱ | استقلال تهران                                                       | ۴ – ۰ | پارس جنوبی جم              | تهران                                                      |
| ۱۵:۳۰          | جپاروف ۶' (پنالتی) · برزای ۳۱' · قربانی '۳۴، ۴۸'، ۶۵' · نورافکن '۴۱ | گزارش | سیف‌اللهی '۹ '۲۱ · دشتی '۸۰ | ورزشگاه: آزادی تهران تماشاگران: ۲۴٬۰۰۰ داور: رضا کرمانشاهی |

| ۱۵ بهمن ۱۳۹۶ ۲۲ | ذوب‌آهن اصفهان                                   | ۲ – ۱ | استقلال تهران                                              | فولادشهر                            |
| ۱۷:۰۰           | کیروش ۶۱' (پنالتی) · محمدزاده '۶۵ · حسینی ۱+۹۰' | گزارش | غفوری ۳۱' · حسینی '۵۹ · برزای '۶۷ · چشمی '۸۵ · شجاعیان '۸۷ | ورزشگاه: فولادشهر داور: حمید حاج‌ملک |

| ۱۹ بهمن ۱۳۹۶ ۲۳ | استقلال تهران                                 | ۳ – ۰ | سپیدرود رشت             | تهران                                                |
| ۱۶:۰۰           | اسماعیلی ۱۳' · انصاری '۴۴، ۷۸' · ابراهیمی ۶۵' | گزارش | قربان‌زاده '۵۷ موسوی '۶۴ | ورزشگاه: ثامن مشهد تماشاگران: ۲۰٬۰۰۰ داور: حسن اکرمی |

| ۵ اسفند ۱۳۹۶ ۲۴ | فولاد خوزستان  | ۱ – ۴ | استقلال تهران                                           | اهواز                                |
| ۱۶:۰۰           | زهیوی ۱۳'، '۲۶ | گزارش | تیام ۳'، ۳+۹۰' · چشمی ۸'، '۳۸ · شجاعیان ۱۷' · حسینی '۸۲ | ورزشگاه: غدیر اهواز داور: بیژن حیدری |

| ۱۰ اسفند ۱۳۹۶ ۲۵ (دربی ۸۷) | استقلال تهران                                         | ۱ – ۰ | پرسپولیس تهران | تهران                                  |
| ۱۷:۲۰                      | غفوری ۴۴'، '۵۲ · تیام '۴۵ · اسماعیلی '۵۴ · جباروف '۷۷ | گزارش |                | ورزشگاه: آزادی تهران تماشاگران: ۷۵٬۰۰۰ |

| ۹ فروردین ۱۳۹۷ ۲۶ | نفت تهران                         | ۱ – ۲ | استقلال تهران            | تهران                                 |
| ۱۵:۰۰             | امینی '۲۵ · بنگر ۳۷' · فشنگچی '۴۴ | گزارش | انصاری ۷۶' · نورافکن ۸۸' | ورزشگاه: تختی تهران داور: مهدی سیدعلی |

| ۱۷ فروردین ۱۳۹۷ ۲۷ | استقلال تهران                       | ۴ – ۱ | سیاه جامگان مشهد | تهران                                |
| ۱۸:۵۵              | اسماعیلی ۵۱'، ۸۴' · قربانی ۶۷'، ۷۶' | گزارش | علی‌عسگری ۷۷'     | ورزشگاه: آزادی تهران داور: حسین زرگر |

| ۲۲ فروردین ۱۳۹۷ ۲۸ | گسترش فولاد تبریز                       | ۱ – ۱ | استقلال تهران            | تبریز                                          |
| ۱۷:۰۰              | تیموریان '۳۸ · معبودی '۴۶ · خالقی‌فر ۵۶' | گزارش | قربانی ۱۱' · شجاعیان '۶۹ | ورزشگاه: بنیان‌ دیزل تبریز داور: موعود بنیادی‌فر |

| ۲ اردیبهشت ۱۳۹۷ ۲۹ | استقلال تهران                                                             | ۳ – ۲ | پیکان تهران                           | تهران                                    |
| ۱۸:۰۰              | تیام '۳۴، ۵۰' · شجاعیان '۵۲ '۷۱ · غفوری ۵۴' · اسماعیلی '۸۱ · ابراهیمی ۹۰' | گزارش | قاسمی ۱۲' · مشکل‌پور '۳۴ · امامعلی ۶۳' | ورزشگاه: آزادی تهران داور: اشکان خورشیدی |

| ۷ اردیبهشت ۱۳۹۷ ۳۰ | سپاهان اصفهان | ۰ – ۱ | استقلال تهران          | اصفهان                                  |
| ۱۸:۰۰              | بحیرایی '۱۵   | گزارش | تیام ۱۱' · نورافکن '۶۴ | ورزشگاه: نقش جهان داور: محمدرضا اکبریان |

#### جایگاه در جدول
| رتبه | تیم           | بازی | برد | مساوی | باخت | گل زده | گل خورده | گل تفاضل | امتیاز | صعود یا سقوط                               |
| ---- | ------------- | ---- | --- | ----- | ---- | ------ | -------- | -------- | ------ | ------------------------------------------ |
| ۱    | پرسپولیس (ق)  | ۳۰   | ۱۹  | ۷     | ۴    | ۴۸     | ۱۵       | ۳۳+      | ۶۴     | صعود به مرحله گروهی لیگ قهرمانان آسیا ۲۰۱۹ |
| ۲    | ذوب‌آهن        | ۳۰   | ۱۵  | ۱۰    | ۵    | ۴۶     | ۳۰       | ۱۶+      | ۵۵     | صعود به مرحله پلی‌آف لیگ قهرمانان آسیا ۲۰۱۹ |
| ۳    | استقلال       | ۳۰   | ۱۵  | ۹     | ۶    | ۴۳     | ۱۸       | ۲۵+      | ۵۴     | صعود به مرحله گروهی لیگ قهرمانان آسیا ۲۰۱۹ |
| ۴    | سایپا         | ۳۰   | ۱۵  | ۹     | ۶    | ۴۰     | ۳۴       | ۶+       | ۵۴     | صعود به مرحله پلی‌آف لیگ قهرمانان آسیا ۲۰۱۹ |
| ۵    | پارس جنوبی جم | ۳۰   | ۱۱  | ۱۴    | ۵    | ۳۴     | ۲۴       | ۱۰+      | ۴۷     |                                            |

#### دست‌آوردها در خانه و بیرون
| مجموع | مجموع  | مجموع | مجموع | مجموع | مجموع | مجموع | مجموع | خانه | خانه | خانه | خانه | خانه | خانه | مهمان | مهمان | مهمان | مهمان | مهمان | مهمان |
| بازی  | امتیاز | پ     | ت     | ش     | گ‌ز    | گ‌خ    | ت‌گ    | پ    | ت    | ش    | گ‌ز   | گ‌خ   | ت‌گ   | پ     | ت     | ش     | گ‌ز    | گ‌خ    | ت‌گ    |
| ----- | ------ | ----- | ----- | ----- | ----- | ----- | ----- | ---- | ---- | ---- | ---- | ---- | ---- | ----- | ----- | ----- | ----- | ----- | ----- |
| ۳۰    | ۵۴     | ۱۵    | ۹     | ۶     | ۴۳    | ۱۸    | ۲۵+   | ۱۰   | ۴    | ۱    | ۲۹   | ۷    | ۲۲+  | ۵     | ۵     | ۵     | ۱۴    | ۱۱    | ۳+    |

منبع: IPLstats Home
IPLstats Away

پ = پیروزی؛ ت = تساوی؛ ش = شکست؛ گ‌ز = گل زده؛ گ‌خ = گل خورده؛ ت‌گ = تفاضل گل

|                    | بازی | برد | مساوی | شکست | زده | خورده | تفاضل | امتیاز |
| ------------------ | ---- | --- | ----- | ---- | --- | ----- | ----- | ------ |
| در ورزشگاه آزادی   | ۱۶   | ۱۰  | ۴     | ۲    | ۲۹  | ۸     | ۲۱+   | ۳۴     |
| در ورزشگاه‌های دیگر | ۱۴   | ۵   | ۵     | ۴    | ۱۴  | ۱۰    | ۴+    | ۲۰     |

#### روند هفته به هفته
| هفته  | ۱  | ۲  | ۳ | ۴  | ۵  | ۶  | ۷  | ۸  | ۹  | ۱۰ | ۱۱ | ۱۲ | ۱۳ | ۱۴ | ۱۵ | ۱۶ | ۱۷ | ۱۸ | ۱۹ | ۲۰ | ۲۱ | ۲۲ | ۲۳ | ۲۴ | ۲۵ | ۲۶ | ۲۷ | ۲۸ | ۲۹ | ۳۰ |
| ----- | -- | -- | - | -- | -- | -- | -- | -- | -- | -- | -- | -- | -- | -- | -- | -- | -- | -- | -- | -- | -- | -- | -- | -- | -- | -- | -- | -- | -- | -- |
| زمین  | م  | خ  | خ | م  | خ  | م  | خ  | م  | خ  | م  | خ  | م  | خ  | م  | خ  | خ  | م  | م  | خ  | م  | خ  | م  | خ  | م  | خ  | م  | خ  | م  | خ  | م  |
| نتیجه | ش  | ت  | پ | ش  | ش  | ش  | ت  | پ  | ت  | ش  | پ  | ت  | پ  | ت  | پ  | پ  | پ  | ت  | ت  | ت  | پ  | ش  | پ  | پ  | پ  | پ  | پ  | ت  | پ  | پ  |
| وضعیت | ۱۳ | ۱۱ | ۹ | ۱۱ | ۱۵ | ۱۵ | ۱۶ | ۱۱ | ۱۲ | ۱۳ | ۱۱ | ۱۱ | ۹  | ۸  | ۷  | ۶  | ۵  | ۴  | ۵  | ۶  | ۶  | ۶  | ۶  | ۳  | ۳  | ۳  | ۳  | ۴  | ۳  | ۳  |

آخرین بروزرسانی: ۲۸ آذر ۱۳۹۸.
منبع: "worldfootball". "IPLstats".

زمین: م = مهمان، خ = خانه. نتیجه: ت = تساوی، ش = شکست، پ = پیروزی.

### جام حذفی
| ۱۷ شهریور ۱۳۹۶ ۱/۱۶ نهایی | گل‌گهر سیرجان                   | ۱ – ۲ | استقلال تهران                                              | سیرجان                                                  |
| ۱۷:۴۵                     | پورعلی '۹ · غلامی ۷۶' (پنالتی) | گزارش | قایدی '۸ · نورافکن ۵۶' · باقری '۶۱ · رحمتی '۷۹ · حیدری ۸۵' | ورزشگاه: اختصاصی گل‌گهر تماشاگران: ۳٬۰۰۰ داور: حسین زرگر |

| ۲۸ مهر ۱۳۹۶ ۱/۸ نهایی                                                          | استقلال تهران                                                                   | ۲ – ۱ | نساجی مازندران                                                      | تهران                                     |
| ۱۶:۴۵                                                                          | اسماعیلی ۲۸' · قربانی ۵۹' · زکی‌پور '۶۲ · غفوری '۸۱ · جپاروف '۸۷ · شجاعیان '۶+۹۰ | گزارش | محبوب مجاز '۵۴ · اوسانی ۷۱' · عبدی '۸۲ · پیرهادی '۵+۹۰ · نجفی '۷+۹۰ | ورزشگاه: آزادی تهران داور: موعود بنیادی‌فر |
| یادداشت: مهدی پاشازاده سرمربی نساجی مازندران در دقیقه ۵۷ از کنار زمین اخراج شد |                                                                                 |       |                                                                     |                                           |

| ۲۹ آذر ۱۳۹۶ ۱/۴ نهایی | استقلال تهران                                       | ۳ – ۰ | ایران جوان بوشهر | تهران                               |
| ۱۶:۲۰                 | حسینی ۵+۴۵' · جپاروف ۴۹' · قایدی '۵۹ · قربانی ۲+۹۰' | گزارش |                  | ورزشگاه: آزادی تهران داور: رضا عادل |

| ۱۰ بهمن ۱۳۹۶ نیمه نهایی | صنعت نفت آبادان                                  | ۱ – ۲ | استقلال تهران                                                                    | آبادان                                  |
| ۱۴:۴۵                   | سزار '۱۹ · پریرا ۶۱' '۶۸ · اسدی '۷۶ · کرار '۱+۹۰ | گزارش | منتظری ۸' · ابراهیمی '۳۹ · شجاعیان ۴۳'، '۶۸ · حسینی '۶۸ · برزای '۷۳ · زکی‌پور '۸۵ | ورزشگاه: تختی آبادان داور: علیرضا فغانی |

| ۱۳ اردیبهشت ۱۳۹۷ فینال | استقلال تهران                                    | ۱ – ۰ | خونه به خونه بابل                 | خرمشهر                                     |
| ۱۹:۱۵                  | تیام ۳۵' · چشمی '۳۹ · نورافکن '۴۵ · ابراهیمی '۵۲ | گزارش | کاظمی '۴۵ قاسمی‌نژاد '۶۲ کریمی '۸۳ | ورزشگاه: نفت و گاز اروندان داور: حسین زرگر |

### لیگ قهرمانان آسیا

#### مرحله گروهی
| ۲۴ بهمن ۱۳۹۶ | الریان قطر                                                            | ۲ – ۲ | استقلال ایران                     | دوحه، قطر                                       |
| ۱۸:۰۰        | تاباتا '۱۳ '۸۱ · تاباتا ۲۸' · حمدالله ۱۸' · علاءالدین '۶۲ · متولی '۸۳ |       | تاباتا ۶' (گل‌به‌خودی) · قربانی ۸۸' | ورزشگاه: جاسم بن حمد داور: کریستانا دیلان پریرا |

| ۱ اسفند ۱۳۹۶ | استقلال ایران                                     | ۱ – ۰ | الهلال عربستان                      | السیب، عمان                     |
| ۱۹:۰۰        | حسینی '۳۷ · ابراهیمی '۴۳ · تیام ۴۶' · رحمتی '۲+۹۰ |       | الحافظ '۵۲ · الحبسی '۶۷ · چروتی '۸۰ | ورزشگاه: السیب داور: ریوجی ساتو |

| ۱۵ اسفند ۱۳۹۶ | العین امارات                                     | ۲ – ۲ | استقلال ایران                         | العین، امارات                                        |
| ۱۸:۰۰         | برگ ۶۳' '۷۵ · خلیل ۸۹' (پنالتی) · الاحبابی '۲+۹۰ |       | چشمی '۲۲ · تیام ۵۲'، ۷۷' · منتظری '۸۷ | ورزشگاه: هزاع بن زاید داور: محمد امیرول ایزوان یعقوب |

| ۲۱ اسفند ۱۳۹۶ | استقلال ایران                      | ۱ – ۱ | العین امارات                       | تهران، ایران                            |
| ۱۹:۰۰         | تیام ۴۲' (پنالتی) · اسماعیلی '۴+۹۰ | گزارش | برمان '۳۲ · عیسی '۴۱ · شیوتانی ۷۸' | ورزشگاه: آزادی تهران داور: لیو کووک-مان |

| ۱۳ فروردین ۱۳۹۷ | استقلال ایران                                              | ۲ – ۰ | الریان قطر         | تهران، ایران                           |
| ۲۰:۰۰           | جپاروف ۴' · چشمی '۳۸ · غفوری ۵۸' (پنالتی) · ابراهیمی '۳+۹۰ | گزارش | ویرا '۳۴ هارون '۷۲ | ورزشگاه: آزادی تهران داور: کیم دونگ‌جین |

| ۲۷ فروردین ۱۳۹۷ | الهلال عربستان        | ۰ – ۱ | استقلال ایران | کویت، کویت                                       |
| ۲۰:۱۵           | الخیبری '۳۳ فلاته '۸۶ | گزارش | غفوری ۳۶'     | ورزشگاه: باشگاه ورزشی الکویت داور: روشن ایرماتوف |

#### جایگاه در جدول و نتایج گروه
| تیم     | بازی | برد | مساوی | باخت | گل‌زده | گل‌خورده | تفاضل‌گل | امتیاز |
| ------- | ---- | --- | ----- | ---- | ----- | ------- | ------- | ------ |
| استقلال | ۶    | ۳   | ۳     | ۰    | ۹     | ۵       | ۴+      | ۱۲     |
| العین   | ۶    | ۲   | ۴     | ۰    | ۱۰    | ۶       | ۴+      | ۱۰     |
| الریان  | ۶    | ۱   | ۳     | ۲    | ۷     | ۱۱      | ۴-      | ۶      |
| الهلال  | ۶    | ۰   | ۲     | ۴    | ۳     | ۷       | ۴-      | ۲      |

|         | الهلال | استقلال | الریان | العین |
| ------- | ------ | ------- | ------ | ----- |
| الهلال  | —      | ۱-۰     | ۱–۱    | ۰–۰   |
| استقلال | ۱–۰    | —       | ۰-۲    | ۱–۱   |
| الریان  | ۱–۲    | ۲–۲     | —      | ۴-۱   |
| العین   | ۱-۲    | ۲–۲     | ۱–۱    | —     |

#### یک هشتم نهایی
| ۱۸ اردیبهشت ۱۳۹۷ | ذوب‌آهن ایران                                             | ۱ – ۰ | استقلال ایران            | فولادشهر، ایران                     |
| ۱۹:۱۵            | نژادمهدی '۵۱ '۸۹ · گولسیانی ۲+۹۰' (پنالتی) · کیروس '۲+۹۰ | [https://us.soccerway.com/matches/2018/05/08/asia/afc-champions-league/zob-ahan-cultural-and-sports-club/esteghlal/2738151/ | شجاعیان '۲۲ اسماعیلی '۹۰ | ورزشگاه: فولادشهر داور: جامپیی لیدا |

| ۲۵ اردیبهشت ۱۳۹۷ | استقلال ایران                                                 | ۳ – ۱ (۳ – ۲ گ.ح.) | ذوب‌آهن ایران                            | تهران، ایران                                      |
| ۲۰:۴۵            | تیام '۱ · تیام ۱۱' (پنالتی)، ۴۱'، ۶۴' · باقری '۲۳ · حیدری '۶۷ |                    | حسینی '۴۹ · فخرالدینی '۵۱ · حدادی‌فر ۶۵' | ورزشگاه: آزادی تهران داور: احمد ابوبکر سعید الکاف |

ادامهٔ این رقابت‌ها در فصل بعدی پی‌گیری می‌شود.

## آمار

### عملکرد کلی تیم در فصل
| رقابت                  | اولین بازی     | آخرین بازی       | شروع دور        | جایگاه نهایی    | آمار | آمار | آمار | آمار | آمار | آمار | آمار | آمار  |
| رقابت                  | اولین بازی     | آخرین بازی       | شروع دور        | جایگاه نهایی    | بازی | ب    | ت    | ش    | گ‌ز   | گ‌خ   | ت‌گ   | % برد |
| ---------------------- | -------------- | ---------------- | --------------- | --------------- | ---- | ---- | ---- | ---- | ---- | ---- | ---- | ----- |
| لیگ برتر ۹۷–۱۳۹۶       | ۵ مرداد ۱۳۹۶   | ۷ اردیبهشت ۱۳۹۷  | هفته اول        | سوم             | ۲۸   | ۱۳   | ۹    | ۶    | ۳۹   | ۱۶   | ۲۳+  | ۰۴۶   |
| جام حذفی ۹۷–۱۳۹۶       | ۱۷ شهریور ۱۳۹۶ | ۱۲ اردیبهشت ۱۳۹۷ | یک‌شانزدهم نهایی | قهرمان          | ۵    | ۵    | ۰    | ۰    | ۱۰   | ۳    | ۷+   | ۱۰۰   |
| لیگ قهرمانان آسیا ۲۰۱۸ | ۲۴ بهمن ۱۳۹۶   | ۲۵ اردیبهشت ۱۳۹۷ | مرحله گروهی     | مرحله ۱/۴ نهایی | ۵    | ۲    | ۳    | ۰    | ۸    | ۵    | ۳+   | ۰۴۰   |
| مجموع                  | مجموع          | مجموع            | مجموع           | مجموع           | ۳۸   | ۲۰   | ۱۲   | ۶    | ۵۷   | ۲۴   | ۳۳+  | ۰۵۳   |

آخرین به‌روزرسانی در: ۲ آوریل ۲۰۱۸.

منبع: رقابت‌ها

## نمایش بازیکنان
| شماره | پُست       | بازیکنان         | لیگ برتر | لیگ برتر | لیگ برتر | جام حذفی | جام حذفی | جام حذفی | لیگ آسیا | لیگ آسیا | لیگ آسیا | مجموع   | مجموع | مجموع    | کارت                 | کارت             |
| شماره | پُست       | بازیکنان         | بازی     | زمان     | کارت زرد | بازی     | زمان     | کارت زرد | بازی     | زمان     | کارت زرد | بازی    | زمان  | کارت زرد | کارت زرد دوم و اخراج | کارت قرمز مستقیم |
| ----- | --------- | ---------------- | -------- | -------- | -------- | -------- | -------- | -------- | -------- | -------- | -------- | ------- | ----- | -------- | -------------------- | ---------------- |
| ۱     | دروازه‌بان | مهدی رحمتی       | ۱۰       | ۹۰۰      | ۱        | ۴        | ۳۶۰      | ۱        | ۴        | ۳۶۰      | ۱        | ۱۸ (۱۸) | ۱۶۲۰  | ۳        | ۰                    | ۰                |
| ۲     | مدافع     | خسرو حیدری       | ۱۶       | ۱۰۵۳     | ۱        | ۴        | ۲۷۱      | ۰        | ۶        | ۴۱۰      | ۱        | ۲۶ (۱۷) | ۱۷۳۴  | ۲        | ۰                    | ۰                |
| ۴     | مدافع     | روزبه چشمی       | ۲۶       | ۲۳۴۰     | ۸        | ۵        | ۴۱۴      | ۱        | ۷        | ۶۲۳      | ۲        | ۳۸ (۳۸) | ۳۳۷۷  | ۱۱       | ۰                    | ۰                |
| ۵     | مدافع     | مجید حسینی       | ۲۲       | ۱۸۹۱     | ۲        | ۴        | ۳۶۰      | ۱        | ۵        | ۴۴۵      | ۱        | ۳۱ (۳۰) | ۲۶۹۶  | ۴        | ۰                    | ۰                |
| ۶     | هافبک     | امید ابراهیمی    | ۲۴       | ۱۹۳۴     | ۱        | ۴        | ۳۶۰      | ۲        | ۶        | ۵۴۰      | ۲        | ۳۴ (۳۱) | ۲۸۳۴  | ۵        | ۰                    | ۰                |
| ۷     | مهاجم     | حسن بیت‌سعید      | ۹        | ۵۳۴      | ۲        | ۱        | ۷        | ۰        | ۰        | ۰        | ۰        | ۱۰ (۷)  | ۵۴۱   | ۲        | ۰                    | ۰                |
| ۸     | هافبک     | مجتبی جباری      | ۴        | ۱۷۲      | ۰        | ۰        | ۰        | ۰        | ۰        | ۰        | ۰        | ۴ (۲)   | ۱۷۲   | ۰        | ۰                    | ۰                |
| ۹     | مهاجم     | علی قربانی       | ۲۷       | ۱۵۶۹     | ۲        | ۵        | ۳۹۵      | ۰        | ۸        | ۱۹۵      | ۰        | ۴۰ (۲۰) | ۲۱۵۹  | ۲        | ۰                    | ۰                |
| ۱۰    | مهاجم     | سجاد شهباززاده   | ۸        | ۴۷۰      | ۱        | ۱        | ۱۲       | ۰        | ۰        | ۰        | ۰        | ۹ (۶)   | ۴۸۲   | ۱        | ۰                    | ۰                |
| ۱۱    | مهاجم     | جابر انصاری      | ۲۲       | ۱۲۶۴     | ۱        | ۱        | ۶۹       | ۰        | ۴        | ۶۴       | ۰        | ۲۷ (۱۶) | ۱۳۹۷  | ۱        | ۰                    | ۰                |
| ۱۳    | هافبک     | آرمین سهرابیان   | ۸        | ۵۹۶      | ۰        | ۱        | ۸۳       | ۰        | ۴        | ۳۱۵      | ۰        | ۱۳ (۱۲) | ۹۹۴   | ۰        | ۰                    | ۰                |
| ۱۴    | هافبک     | فرشید باقری      | ۱۸       | ۱۱۳۵     | ۴        | ۵        | ۱۷۲      | ۱        | ۷        | ۴۵۷      | ۱        | ۳۰ (۲۰) | ۱۷۶۴  | ۶        | ۰                    | ۰                |
| ۱۶    | مهاجم     | مهدی قایدی       | ۱۲       | ۳۱۴      | ۱        | ۲        | ۱۸۰      | ۲        | ۰        | ۰        | ۰        | ۱۴ (۴)  | ۴۹۴   | ۳        | ۰                    | ۰                |
| ۱۷    | مدافع     | یعقوب کریمی      | ۴        | ۱۶۸      | ۰        | ۰        | ۰        | ۰        | ۰        | ۰        | ۰        | ۴ (۲)   | ۱۶۸   | ۰        | ۰                    | ۰                |
| ۱۸    | مدافع     | میلاد زکی‌پور     | ۲۰       | ۱۵۶۲     | ۳        | ۲        | ۱۸۰      | ۲        | ۲        | ۹۶       | ۰        | ۲۴ (۱۸) | ۱۸۳۸  | ۵        | ۰                    | ۰                |
| ۲۰    | هافبک     | سرور جپاروف      | ۲۷       | ۱۹۳۷     | ۴        | ۵        | ۳۲۸      | ۱        | ۸        | ۶۹۹      | ۰        | ۴۰ (۳۵) | ۲۹۶۴  | ۵        | ۰                    | ۰                |
| ۲۱    | مدافع     | وریا غفوری       | ۲۴       | ۲۰۹۵     | ۲        | ۴        | ۳۶۰      | ۱        | ۸        | ۶۷۵      | ۰        | ۳۶ (۳۵) | ۳۱۳۰  | ۳        | ۰                    | ۰                |
| ۲۲    | دروازه‌بان | حسین حسینی       | ۲۰       | ۱۸۰۰     | ۴        | ۱        | ۹۰       | ۰        | ۴        | ۳۶۰      | ۰        | ۲۵ (۲۸) | ۲۲۵۰  | ۴        | ۰                    | ۰                |
| ۲۳    | هافبک     | داریوش شجاعیان   | ۲۴       | ۱۸۸۸     | ۶        | ۳        | ۲۶۳      | ۲        | ۷        | ۵۵۹      | ۱        | ۳۴ (۳۲) | ۲۷۱۰  | ۹        | ۱                    | ۰                |
| ۲۴    | مدافع     | امید نورافکن     | ۲۴       | ۱۶۴۹     | ۵        | ۴        | ۲۷۸      | ۱        | ۶        | ۴۹۶      | ۰        | ۳۴ (۲۷) | ۲۴۲۳  | ۶        | ۰                    | ۰                |
| ۲۵    | مهاجم     | مامه بابا تیام ۱ | ۶        | ۳۹۷      | ۲        | ۱        | ۴۳       | ۰        | ۶        | ۴۵۱      | ۱        | ۱۳ (۱۰) | ۸۹۱   | ۳        | ۰                    | ۰                |
| ۲۷    | هافبک     | حسین حیدری       | ۱        | ۱۰       | ۰        | ۰        | ۰        | ۰        | ۰        | ۰        | ۰        | ۱ (۰)   | ۱۰    | ۰        | ۰                    | ۰                |
| ۲۸    | هافبک     | محسن کریمی       | ۵        | ۳۴۷      | ۱        | ۱        | ۲۲       | ۰        | ۱        | ۲        | ۰        | ۷ (۵)   | ۳۷۱   | ۱        | ۰                    | ۰                |
| ۳۰    | مدافع     | عبدالعظیم گوک    | ۱        | ۹۰       | ۰        | ۰        | ۰        | ۰        | ۰        | ۰        | ۰        | ۱ (۱)   | ۹۰    | ۰        | ۰                    | ۰                |
| ۳۳    | مدافع     | پژمان منتظری     | ۱۵       | ۱۲۱۱     | ۱        | ۳        | ۱۸۴      | ۰        | ۷        | ۵۴۵      | ۱        | ۲۵ (۲۱) | ۱۹۴۰  | ۲        | ۰                    | ۰                |
| ۷۰    | هافبک     | محمدجواد محمدی   | ۰        | ۰        | ۰        | ۱        | ۲۱       | ۰        | ۰        | ۰        | ۰        | ۱ (۰)   | ۲۱    | ۰        | ۰                    | ۰                |
| ۷۷    | هافبک     | بهنام برزای      | ۵        | ۲۰۷      | ۲        | ۱        | ۸۲       | ۱        | ۲        | ۸        | ۰        | ۸ (۳)   | ۲۹۷   | ۳        | ۰                    | ۰                |
| ۸۰    | هافبک     | بویان نایدنوف ۲  | ۴        | ۲۰۶      | ۰        | ۰        | ۰        | ۰        | ۱        | ۱        | ۰        | ۵ (۳)   | ۲۰۷   | ۰        | ۰                    | ۰                |
| ۸۸    | هافبک     | فرشید اسماعیلی   | ۲۳       | ۱۵۱۷     | ۴        | ۴        | ۳۲۸      | ۰        | ۷        | ۶۲۴      | ۲        | ۳۴ (۲۹) | ۲۴۶۹  | ۶        | ۰                    | ۰                |
| ۹۰    | مدافع     | لئاندرو پادوانی  | ۶        | ۴۲۹      | ۲        | ۲        | ۹۱       | ۰        | ۰        | ۰        | ۰        | ۸ (۶)   | ۵۲۰   | ۲        | ۰                    | ۰                |

اعداد آبی رنگ : تعداد حضور در ترکیب اصلی استقلال
۱. مامه تیام در بازیهای لیگ قهرمانان آسیا پیراهن شماره ۷ را بر تن میکرد.

۲. بویان نایدنوف در بازیهای لیگ قهرمانان آسیا پیراهن شماره ۱۰ را بر تن میکرد.

منبع: گزارش بازی‌ها

### گلزن‌ها
به‌روزرسانی: پایان فصل

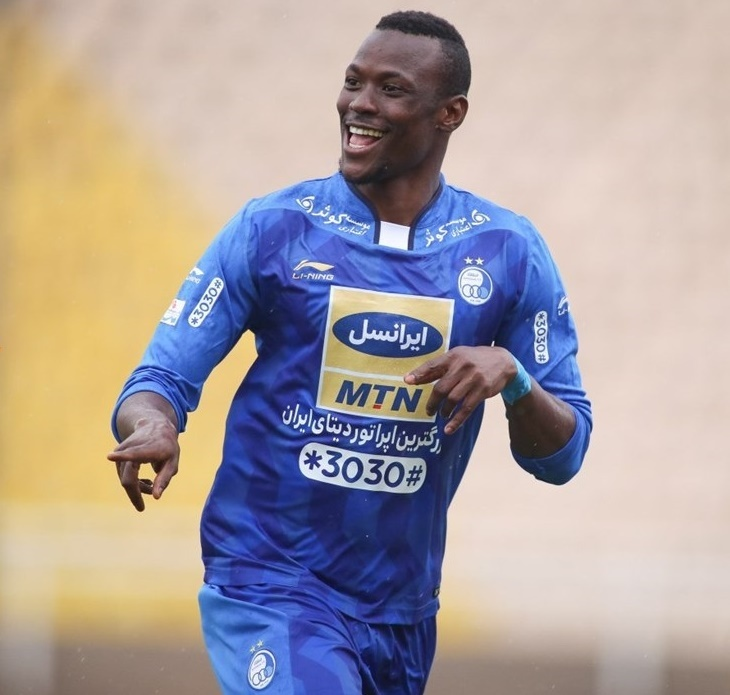
مامه تیام بهترین گلزن فصل استقلال

دربردارندهٔ گل‌هایی که در بازی‌های رسمی فصل به ثمر رسیده‌است.
بازیکنانی که در تعداد گل‌ها با هم برابر هستند، به ترتیب شمارهٔ پیراهن در جدول قرار گرفته‌اند.
ردیف گل به خودی نمایان‌گر تعداد گل‌هایی است که حریفان استقلال به اشتباه وارد دروازهٔ خود کرده‌اند.
| رده      | پُست      | نام            | لیگ برتر | جام حذفی | لیگ قهرمانان | کل |
| -------- | -------- | -------------- | -------- | -------- | ------------ | -- |
| ۱        | مهاجم    | مامه بابا تیام | ۴        | ۱        | ۷ (۲)        | ۱۲ |
| ۲        | مهاجم    | علی قربانی     | ۶        | ۲        | ۱            | ۹  |
| ۳        | هافبک    | سرور جپاروف    | ۴ (۱)    | ۱        | ۱            | ۶  |
| ۳        | مدافع    | وریا غفوری     | ۴        | ۰        | ۲            | ۶  |
| ۳        | هافبک    | فرشید اسماعیلی | ۵        | ۱        | ۰            | ۶  |
| ۶        | هافبک    | داریوش شجاعیان | ۴        | ۱        | ۰            | ۵  |
| ۷        | مهاجم    | جابر انصاری    | ۴        | ۰        | ۰            | ۴  |
| ۸        | مدافع    | روزبه چشمی     | ۳        | ۰        | ۰            | ۳  |
| ۸        | هافبک    | محسن کریمی     | ۳        | ۰        | ۰            | ۳  |
| ۱۰       | هافبک    | امید ابراهیمی  | ۲        | ۰        | ۰            | ۲  |
| ۱۰       | مدافع    | امید نورافکن   | ۱        | ۱        | ۰            | ۲  |
| ۱۲       | مدافع    | مجید حسینی     | ۰        | ۱        | ۰            | ۱  |
| ۱۲       | مدافع    | خسرو حیدری     | ۰        | ۱        | ۰            | ۱  |
| ۱۲       | مدافع    | پژمان منتظری   | ۰        | ۱        | ۰            | ۱  |
| ۱۲       | مدافع    | بهنام برزای    | ۱        | ۰        | ۰            | ۱  |
| گل‌به‌خودی | گل‌به‌خودی | گل‌به‌خودی       | ۲        | ۰        | ۱            | ۴  |
| کل       | کل       | کل             | ۴۳       | ۱۰       | ۱۲           | ۶۵ |

منبع: گزارش بازی‌ها
اعداد آبی رنگ : تعداد گلهای زده شده از نقطه پنالتی
** گل به خودی بازیکنان حریف :
۱- فرید محمدی‌زاده بازیکن تیم نفت تهران در بازی هفته یازدهم لیگ برتر
۲- سلمان بحرانی بازیکن تیم استقلال خوزستان در بازی هفته هفدهم لیگ برتر
۳- رودریگو تاباتا بازیکن تیم الریان قطر در بازی اول مرحله گروهی لیگ قهرمانان آسیا

### پاس گل
به‌روزرسانی: پایان فصل
دربردارندهٔ آمار بازی‌های رسمی که باشگاه در طول فصل در آن‌ها شرکت کرده‌است.
بازیکنانی که در تعداد پاس گل‌ها با هم برابر هستند، به ترتیب شمارهٔ پیراهن در جدول قرار گرفته‌اند.
گل‌هایی که روی «حرکات انفرادی»، «ضربه‌های ایستگاهی مستقیم»، یا «توپ‌های برگشتی از دفاع حریف» به ثمر رسیده‌اند، در این جدول گنجانده نشده‌اند.
| رده | پُست   | نام            | لیگ برتر | جام حذفی | لیگ قهرمانان | کل | گرفتن پنالتی |
| --- | ----- | -------------- | -------- | -------- | ------------ | -- | ------------ |
| ۱   | هافبک | فرشید اسماعیلی | ۵        | ۱        | ۴            | ۱۰ | ۱            |
| ۲   | مدافع | وریا غفوری     | ۴        | ۱        | ۱            | ۶  | ۰            |
| ۳   | هافبک | داریوش شجاعیان | ۵        | ۰        | ۰            | ۵  | ۰            |
| ۳   | هافبک | سرور جپاروف    | ۳        | ۱        | ۱            | ۵  | ۰            |
| ۴   | هافبک | امید ابراهیمی  | ۳        | ۰        | ۱            | ۴  | ۱            |
| ۴   | مهاجم | علی قربانی     | ۴        | ۰        | ۰            | ۴  | ۰            |
| ۵   | مهاجم | جابر انصاری    | ۲        | ۰        | ۰            | ۲  | ۰            |
| ۵   | مهاجم | مامه بابا تیام | ۱        | ۰        | ۱            | ۲  | ۰            |
| ۵   | مدافع | خسرو حیدری     | ۱        | ۱        | ۰            | ۲  | ۰            |
| ۵   | مدافع | میلاد زکی‌پور   | ۱        | ۱        | ۰            | ۲  | ۰            |
| ۶   | مدافع | پژمان منتظری   | ۱        | ۰        | ۰            | ۱  | ۰            |
| ۶   | مهاجم | حسن بیت‌سعید    | ۱        | ۰        | ۰            | ۱  | ۰            |
| ۶   | هافبک | مهدی قایدی     | ۱        | ۰        | ۰            | ۱  | ۱            |
| ۶   | هافبک | امید نورافکن   | ۱        | ۰        | ۰            | ۱  | ۱            |
| ۶   | هافبک | فرشید باقری    | ۱        | ۰        | ۰            | ۱  | ۰            |
|     | مدافع | آرمین سهرابیان | ۰        | ۰        | ۰            | ۰  | ۱            |
| کل  | کل    | کل             | ۳۴       | ۵        | ۸            | ۴۷ | ۵            |

منبع: گزارش بازی‌ها

* از تعداد ۵ پنالتی اعلام شده در این فصل سه ضربه پنالتی تبدیل به گل شده‌است.

### گلهای لیگ برتر بر حسب شش بازه زمانی
| بازه زمانی     | گل زده | بازه زمانی     | گل خورده |
| -------------- | ------ | -------------- | -------- |
| ۱۵ دقیقه اول   | ۱۰     | ۱۵ دقیقه اول   | ۳        |
| ۱۵ دقیقه دوم   | ۳      | ۱۵ دقیقه دوم   | ۲        |
| ۱۵ دقیقه سوم   | ۵      | ۱۵ دقیقه سوم   | ۲        |
| اضافی نیمه اول | ۰      | اضافی نیمه اول | ۰        |
| جمع نیمه اول   | ۱۸     | جمع نیمه اول   | ۷        |
| ۱۵ دقیقه چهارم | ۹      | ۱۵ دقیقه چهارم | ۲        |
| ۱۵ دقیقه پنجم  | ۸      | ۱۵ دقیقه پنجم  | ۳        |
| ۱۵ دقیقه ششم   | ۷      | ۱۵ دقیقه ششم   | ۴        |
| اضافی نیمه دوم | ۱      | اضافی نیمه دوم | ۲        |
| جمع نیمه دوم   | ۲۵     | جمع نیمه دوم   | ۱۱       |

### عملکرد دروازه‌بانها
|       |                   | لیگ برتر | لیگ برتر | لیگ برتر | جام حذفی | جام حذفی | جام حذفی | ل.ق آسیا ۲۰۱۸ | ل.ق آسیا ۲۰۱۸ | ل.ق آسیا ۲۰۱۸ | مجموع | مجموع   | مجموع |
| رتبه  | نام               | بازی     | گل‌خورده  | ک‌ش       | بازی     | گل‌خورده  | ک‌ش       | بازی          | گل‌خورده       | ک‌ش            | بازی  | گل‌خورده | ک‌ش    |
| ----- | ----------------- | -------- | -------- | -------- | -------- | -------- | -------- | ------------- | ------------- | ------------- | ----- | ------- | ----- |
| ۱     | حسین حسینی        | ۲۰       | ۱۳       | ۱۰       | ۱        | ۱        | ۰        | ۴             | ۵             | ۱             | ۲۵    | ۱۹      | ۱۱    |
| ۲     | مهدی رحمتی        | ۱۰       | ۵        | ۶        | ۴        | ۲        | ۲        | ۴             | ۲             | ۲             | ۱۸    | ۹       | ۱۰    |
| ۳     | ارشیا آقابابازاده | ۰        | ۰        | ۰        | ۰        | ۰        | ۰        | ۰             | ۰             | ۰             | ۰     | ۰       | ۰     |
| مجموع | مجموع             | ۳۰       | ۱۸       | ۱۶       | ۵        | ۳        | ۲        | ۸             | ۷             | ۳             | ۴۳    | ۲۸      | ۲۱    |

### کاپیتان‌های فصل
| رده | نام            | لیگ   | حذفی | آسیا | جمع |
| --- | -------------- | ----- | ---- | ---- | --- |
| ۱   | سید مهدی رحمتی | ۱۰    | ۴    | ۴    | ۱۸  |
| ۲   | خسرو حیدری     | ۷ (۴) | ۱    | ۱    | ۹   |
| ۳   | امید ابراهیمی  | ۷ (۱) | ۰    | ۱    | ۸   |
| ۴   | پژمان منتظری   | ۵     | ۰    | ۲    | ۷   |
| ۵   | حسین حسینی     | ۱ (۱) | ۰    | ۰    | ‍۱    |

* عددهای آبی رنگ : نشان دهنده دفعاتی است که آن بازیکن پس از تعویض کاپیتان اول، کاپیتان شده‌است و این کاپیتانی‌ها در ستون جمع محاسبه نشده‌است.